# Катулин (диакон)
Катулин (Картолин, лат. Catulinus, Cartholinus, † 303) — диакон, священномученик карфагенский. День памяти — 15 июля.
В один день с Катулином (15 июля) пострадали другие мученики, в частности, Феликс, епископ Тибиуки, чьи мощи также покоились в церкви Св. Фавста (Карфагенском соборе), со святыми Иануарием, Флорентием, Полунтаной, Иулией и Иустой.
Блаженный Августин посвятил Катулину слово, но, как указывал каламский епископ Поссидий, этот текст не сохранился.
Ипполит Делеэ, опираясь на текст Мученичества епископа полагает, что Катулин и другие жертвы, чьи мощи хранились в базилике Св. Фавста, приняли мученическую смерть в 303 году, в начале Диоклетианова гонения.
Д. В. Зайцев отмечает, что хотя имя Катулина упоминается в Мартирологе Иеронима Стридонского (италийская редакция — первая половина V в.) под 15 июля вместе с именами других мучеников, у исследователей нет сведений о том, имелась ли связь между диаконом и остальными мучениками (Ианнуарием, Флорентием, Полунтаной, Иулией и Иустой), кроме общего места захоронения.